# Karlo I. Drašković
Karlo I. Drašković (Požun, 19. svibnja 1807. – Bisag, 2. rujna 1855.), hrvatski velikaš i grof iz hrvatske velikaške obitelji grofova Draškovića Trakošćanskih.
Pripadao je mlađoj lozi grofova Draškovića koja potječe od njegova djeda, grofa Franje I. Draškovića (1750. – 1817.), mlađeg sina grofa Josipa I. Kazimira (1716. – 1765.). Karlo I. se rodio u obitelji oca, grofa Josipa III. Draškovića (1773. – 1818.) i Antonije Brudern. Imao je stariju braću, Franju III. i Jurja VI.
Oženio je Elizabetu Batthyány s kojom je imao četvoricu sinova: Ivana IX. (1844. – 1910.), Pavla II. (1846. – 1889.), Josipa VI. (1849. – 1912.) i Jurja VII. (1856. – 1897.). Od te četvorice sinova nastala su četiri ogranka obitelji Drašković. Sinovi najstarijeg sina Ivana IX. naslijedili su dvorac Trakošćan i njegove posjede, muški potomci Pavla II. naslijedili su Veliki Bukovec s dvorcem, Josip VI. i njegovi potomci naslijedili su Bisag, dok je najmlađi sin Juraj VI. naslijedio obiteljske posjede u Ugarskoj te su utemeljili mađarsku lozu grofova Draškovića.
Karlo I. je bio pristaša Hrvatskog narodnog preporoda i promicatelj školstva, zaslužan za osnivanje škola u Bisagu i Velikom Bukovcu. Godine 1846. prodao je palaču u Zagrebu koja je preuređena u Narodni dom.

## Vanjske poveznice
- Drašković – Hrvatska enciklopedija
- Drašković – Hrvatski biografski leksikon